# Campionato bielorusso di calcio a 5 2005-2006
Il Campionato bielorusso di calcio a 5 2005-2006 è stato il diciassettesimo Campionato bielorusso di calcio a 5 e si è svolto con la formula del girone all'italiana.
Al termine del campionato la vittoria è andata nuovamente al Dorozhnik Minsk giunto al suo sesto campionato della storia, quarta doppietta Campionato-Coppa.

## Classifica finale
| Pos | Squadra              | Pti | G  | V  | N | P  | GF  | GS  |
| --- | -------------------- | --- | -- | -- | - | -- | --- | --- |
| 1   | Dorozhnik Minsk      | 63  | 24 | 20 | 3 | 1  | 124 | 38  |
| 2   | Vitebskenergo        | 61  | 24 | 19 | 4 | 1  | 120 | 51  |
| 3   | Mapid Minsk          | 58  | 24 | 19 | 1 | 4  | 135 | 51  |
| 4   | BGUFK-M.rakurs Minsk | 54  | 24 | 17 | 3 | 4  | 126 | 70  |
| 5   | Energetik Novolukoml | 36  | 24 | 11 | 3 | 10 | 85  | 89  |
| 6   | BTEU Gomel           | 33  | 24 | 9  | 6 | 9  | 90  | 94  |
| 7   | Borisov-900 Borisov  | 30  | 24 | 9  | 3 | 12 | 104 | 106 |
| 8   | BNTU Minsk           | 27  | 24 | 8  | 3 | 13 | 61  | 90  |
| 9   | Absolut Minsk        | 24  | 24 | 7  | 3 | 14 | 73  | 95  |
| 10  | CKK Svetlahorsk      | 22  | 24 | 7  | 1 | 16 | 79  | 104 |
| 11  | Ekonomist Minsk      | 19  | 24 | 5  | 4 | 15 | 82  | 120 |
| 12  | Iput Dobrush         | 14  | 24 | 4  | 2 | 18 | 79  | 164 |
| 13  | Elast Novolukoml     | 8   | 24 | 2  | 2 | 20 | 54  | 140 |
| 14  | BGATU Minsk          | 0   | 0  | 0  | 0 | 0  | 0   | 0   |